# Гембара Віктор Володимирович
Віктор Володимирович Гембара (21 грудня 1968, село Словіта Золочівського району Львівської області) — український співак, заслужений артист естрадного мистецтва України, лауреат Міжнародної літературної премії імені Григорія Сковороди «Сад божественних пісень», лауреат Міжнародної премії авторської пісні імені Василя Симоненка, лауреат Міжнародної літературно-мистецької премії імені Миколи Лисенка «Рапсодія».

## Життєпис
Народився в родині, де шанувалася українська народна пісня. Навчався музики у Глинянській дитячій музичній школі та Львівському музично-педагогічному училищі імені Філарета Колесси. Вищу освіту здобув у Тернопільському національному педагогічному університеті імені Володимира Гнатюка (факультет мистецтв).
Художній керівник народного колективу «Джерела Бугу».
Вчитель музики у Словітському НВК.
З 2008 року — член Асоціації діячів естрадного мистецтва України, співак музично-мистецького центру «Ватра».
У 2009 році заснував студію звукозапису, де записували і записують свої пісні відомі українські співаки, зокрема народний артист України Іван Попович, заслужений артист України Ярослав Музика та інші.
Створив багато пісень у співпраці з поетом, композитором, співаком, заслуженим артистом України Ярославом Музикою, поетами Василем Куйбідою, Надією Бойко, Галиною Запорожченко.
Виконує пісні як на власну музику, так і на музику інших композиторів. Має у своєму репертуарі пісні на слова відомих поетів: Катерини Мандрик-Куйбіди, Сергія Дзюби, Миколи Будлянського, Катерини Каленіченко, Степана Лепеха.

## Творчість

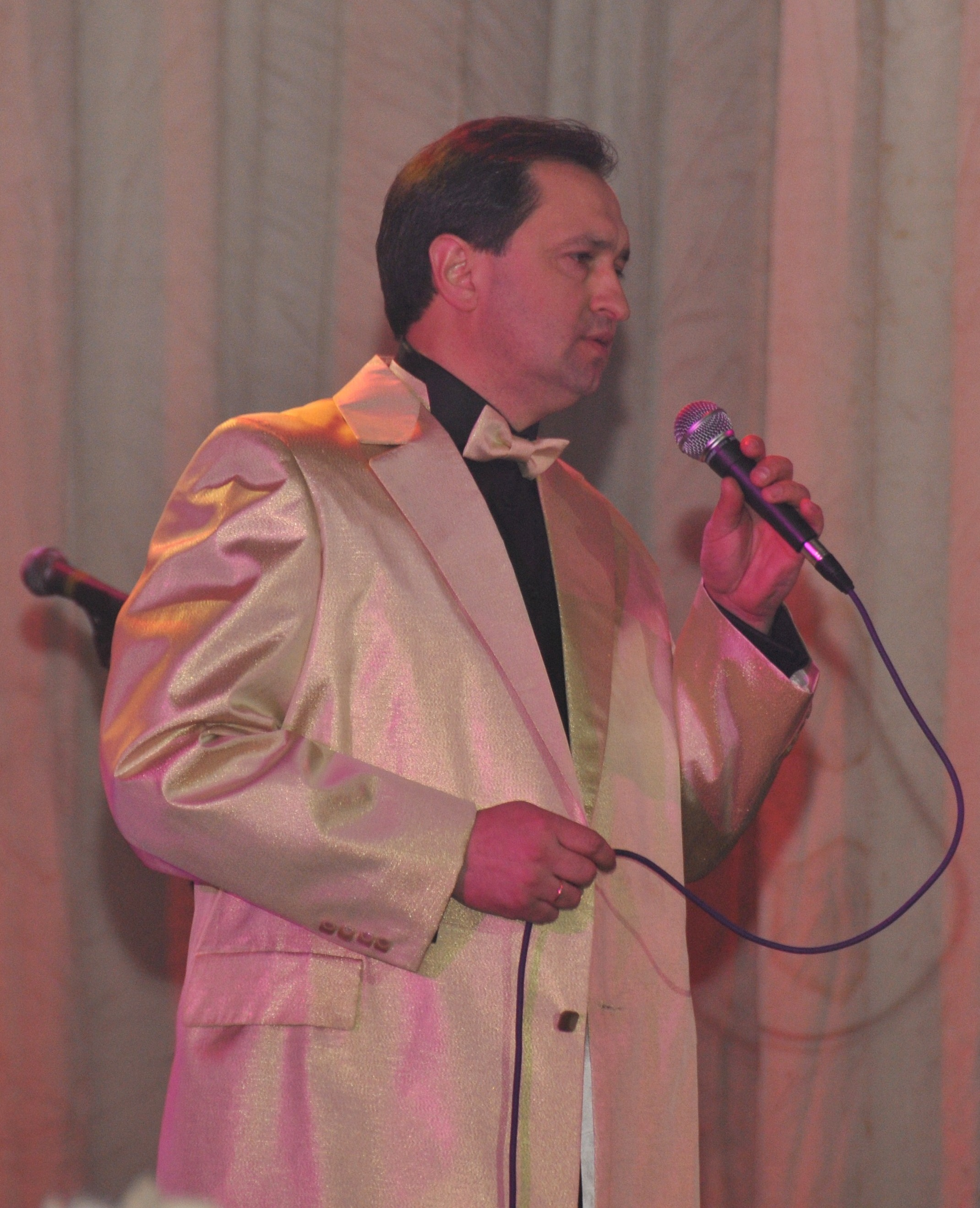
На концерті

### Студійні альбоми
1. «Пісенна сповідь» (2010 р.);
2. «Квіти на вікні» (2015 р.);
3. «Соняхи» (2020 р.).

### Відеокліпи
1. Чорнії брови, карії очі
2. Запалала в серці пісня [Архівовано 27 листопада 2020 у Wayback Machine.]
3. Жоржина [Архівовано 27 листопада 2020 у Wayback Machine.]
4. Пісня про Чернігів [Архівовано 12 червня 2020 у Wayback Machine.]
5. Колишеться туман [Архівовано 27 листопада 2020 у Wayback Machine.]
6. Літо за містом
7. Сивий циган
8. Хризантема [Архівовано 27 листопада 2020 у Wayback Machine.]
9. Побачення [Архівовано 27 листопада 2020 у Wayback Machine.]
10. Ой ви, коні
11. Бентежне щастя [Архівовано 27 листопада 2020 у Wayback Machine.]
12. Покохав [Архівовано 27 листопада 2020 у Wayback Machine.]
13. За ті роки [Архівовано 27 листопада 2020 у Wayback Machine.]
14. Соняхи [Архівовано 27 листопада 2020 у Wayback Machine.]
15. Мені наснилась мама
16. А любов — як вишня [Архівовано 27 листопада 2020 у Wayback Machine.]
17. О батьку мій! [Архівовано 27 листопада 2020 у Wayback Machine.]
18. Усе минає
19. Твоя душа
20. Наталія
21. Берегиня роду
22. В нашім домі

## Відзнаки
1. Дипломант обласного фестивалю «Червона рута» (1993).
2. Лауреат Всеукраїнського фестивалю «Пісенний вернісаж»-94 (1995).
3. Дипломант у номінації «Український романс» (ІІ місце) обласного фестивалю-конкурсу «Співоча освітянська родина» (2011).
4. Дипломант у номінації «Академічний вокал» (І місце) обласного фестивалю-конкурсу «Співоча освітянська родина» (2013).
5. Дипломант у номінації «Академічний вокал» (І місце) обласного фестивалю-конкурсу «Співоча освітянська родина» (2018).
6. 12 лютого 2013 року за значний особистий внесок у розвиток українського естрадного мистецтва та вагомі творчі здобутки присвоєно почесне звання «Заслужений артист естрадного мистецтва України».
7. Лауреат Міжнародної літературної премії імені Григорія Сковороди «Сад божественних пісень» (2020,  за багаторічну мистецьку діяльність та вагомий внесок у розвиток української пісні).[1]
8. Лауреат Міжнародної премії авторської пісні імені Василя Симоненка  (2021, за пісні «Жоржина» і «Пісня про Чернігів» (виконання) та популяризацію сучасної української пісні).[2]
9. Лауреат Міжнародної літературно-мистецької премії імені Миколи Лисенка «Рапсодія» (2021, за плідну музично-пісенну творчість та популяризацію української пісні).[3]